# Platygaster scorpoides
Platygaster scorpoides är en stekelart som beskrevs av Muesebeck och Walkley 1951. Platygaster scorpoides ingår i släktet Platygaster och familjen gallmyggesteklar. Inga underarter finns listade i Catalogue of Life.